# Handball-FDGB-Pokal 1986/87
Der Handball-FDGB-Pokal der Herren wurde mit der Saison 1986/87 zum 17. Mal ausgetragen. Der SC Empor Rostock verteidigte nicht nur seinen Titel aus dem Vorjahr erfolgreich, sondern brachte mit dem fünften Pokalgewinn seit 1980 endgültig die Trophäe in seinen Besitz. Nachdem Rostock wie im Vorjahr das Double erreichte, sicherte sich der SC Leipzig mit dem zweiten Platz, die Teilnahme am Europapokal der Pokalsieger.

## Teilnehmende Mannschaften
Für den FDGB-Pokal hatten sich folgende 64 Mannschaften qualifiziert:
| DDR-Oberliga die 10 Vereine der Saison 1986/87 | DDR-Liga die 24 Vereine der Saison 1986/87 | Bezirksvertreter die 25 Vereine aus der Saison 1985/86 (Meister, Pokalsieger bzw. Pokalfinalisten) die 5 DDR-Liga Absteiger der Saison 1985/86 |
| - SC Empor Rostock (TV) - SC Magdeburg - SC Dynamo Berlin - ASK Vorwärts Frankfurt/O. - SC Leipzig - BSG Motor Eisenach - BSG Post Schwerin - SG Dynamo Halle-Neustadt - SG Stahl Brandenburg/Kirchmöser - BSG Grubenlampe Zwickau (TV) – Titelverteidiger | Staffel Nord - BSG Lokomotive RAW Cottbus - SC Dynamo Berlin II - BSG Chemie Premnitz - SG Lok/Motor Süd-Ost Magdeburg - ASK Vorwärts Frankfurt/O. II - SG Dynamo/Motor Staßfurt - BSG SVKE Britz - SG Dynamo „Dr. Kurt Fischer“ Berlin - BSG Stahl Eisenhüttenstadt - SC Empor Rostock II - BSG Einheit Heringsdorf - BSG Motor Hennigsdorf Staffel Süd - BSG Wismut Aue - SG Dynamo Mitte/EGS Suhl - BSG Chemie Piesteritz - ASG Offiziershochschule Löbau - HSG Wissenschaft Freiberg - BSG ZAB Dessau - SC Leipzig II - SG Dynamo Halle-Neustadt II - BSG LVB Leipzig - SC Magdeburg II - SG Dynamo „Artur Becker“ Dresden - HG 85 Köthen | - Bezirk Rostock BSG Motor Stralsund - Bezirk Schwerin BSG Post Schwerin II BSG Lokomotive Bützow ASG Vorwärts Hagenow - Bezirk Neubrandenburg BSG Armaturen Prenzlau BSG Einheit/Sirokko Neubrandenburg - Bezirk Potsdam HSG PH Potsdam - Ost-Berlin BSG EAW Treptow BSG Rotation Prenzlauer Berg BSG Ausbau Berlin - Bezirk Frankfurt (Oder) BSG Einheit Grünheide BSG Schichtpresstoffwerk Bernau - Bezirk Magdeburg BSG Post Magdeburg - Bezirk Halle BSG Motor Bernburg BSG Einheit Halle-Neustadt BSG Motor Schiffswerk Roßlau - Bezirk Leipzig BSG Motor Nord Leipzig BSG Motor Gohlis-Nord Leipzig - Bezirk Cottbus BSG Lokomotive Hoyerswerda TSG Lübbenau - Bezirk Dresden BSG Lokomotive Dresden - Bezirk Karl-Marx-Stadt BSG Wismut Aue II BSG Motor Zwönitz BSG Motor Spinnereimaschinenbau Karl-Marx-Stadt - Bezirk Erfurt TSG Ruhla BSG Obertrikotagen Apolda - Bezirk Gera BSG Motor Hermsdorf BSG Wismut Ronneburg - Bezirk Suhl BSG Traktor Breitungen BSG Plasta Sonneberg |

## Modus
In sechs Runden, die alle im K.-o.-System ausgespielt wurden, wurde der sechste Teilnehmer für das Endrunden-Turnier ermittelt. An der ersten Hauptrunde nahmen die Mannschaften aus der Handball-DDR-Liga und die qualifizierten Bezirksvertreter teil. Ab der zweiten Hauptrunde kamen dann die fünf Betriebssportgemeinschaften bzw. Sportgemeinschaften aus der Handball-DDR-Oberliga dazu. Die Auslosung erfolgte in beiden Runden nach möglichst territorialen Gesichtspunkten, bevor ab der 3. Hauptrunde frei gelost wurde. In allen Runden hatten die Bezirksvertreter Heimvorteil gegenüber höherklassigen Mannschaften. Im Endrunden-Turnier, welches im Modus „Jeder gegen Jeden“ ausgetragen wurde, traf der Qualifikationssieger auf die gesetzten fünf Sportclub Mannschaften aus der DDR-Oberliga.

## 1. Hauptrunde
| Datum            |                                                 | Ergebnis    |                                    |
| ---------------- | ----------------------------------------------- | ----------- | ---------------------------------- |
| Sa 20.09., 13:00 | BSG EAW Treptow                                 | 19:26       | SG Dynamo Halle-Neustadt II        |
| Sa 20.09., 14:30 | BSG Wismut Aue II                               | 23:20       | BSG LVB Leipzig                    |
| Sa 20.09., 16:00 | ASG Vorwärts Hagenow                            | 16:28       | SC Empor Rostock II                |
| Sa 20.09., 16:00 | BSG Lokomotive Bützow                           | 18:19 n. V. | BSG Einheit Heringsdorf            |
| Sa 20.09., 16:00 | BSG SVKE Britz                                  | 26:19       | BSG Stahl Eisenhüttenstadt         |
| Sa 20.09., 16:00 | BSG Schichtpresstoffwerk Bernau                 | 27:32       | BSG Lokomotive RAW Cottbus         |
| Sa 20.09., 16:00 | BSG Motor Stralsund                             | 25:26       | SG Lok/Motor Süd-Ost Magdeburg     |
| Sa 20.09., 16:00 | BSG Post Schwerin II                            | 37:25       | BSG Einheit/Sirokko Neubrandenburg |
| Sa 20.09., 16:00 | TSG Lübbenau                                    | 27:26       | HG 85 Köthen                       |
| Sa 20.09., 16:00 | BSG Post Magdeburg                              | 21:30       | BSG ZAB Dessau                     |
| Sa 20.09., 16:00 | BSG Motor Bernburg                              | [ H1 1 ]    | BSG Motor Schiffswerk Roßlau       |
| Sa 20.09., 16:00 | BSG Einheit Halle-Neustadt                      | 22:31       | BSG Lokomotive Hoyerswerda         |
| Sa 20.09., 16:00 | BSG Einheit Grünheide                           | 17:22       | BSG Motor Hennigsdorf              |
| Sa 20.09., 16:00 | HSG PH Potsdam                                  | 22:19       | SC Magdeburg II                    |
| Sa 20.09., 16:00 | BSG Rotation Prenzlauer Berg                    | 20:27       | SG Dynamo/Motor Staßfurt           |
| Sa 20.09., 16:00 | BSG Motor Gohlis-Nord Leipzig                   | 21:20       | BSG Lokomotive Dresden             |
| Sa 20.09., 16:00 | BSG Traktor Breitungen                          | 22:24       | SC Leipzig II                      |
| Sa 20.09., 16:00 | BSG Obertrikotagen Apolda                       | 19:29       | HSG Wissenschaft Freiberg          |
| Sa 20.09., 16:00 | BSG Motor Zwönitz                               | 28:18       | BSG Motor Nord Leipzig             |
| Sa 20.09., 16:00 | BSG Wismut Aue                                  | 22:17       | ASG Offiziershochschule Löbau      |
| Sa 20.09., 16:00 | BSG Motor Spinnereimaschinenbau Karl-Marx-Stadt | 21:17       | BSG Wismut Ronneburg               |
| Sa 20.09., 16:00 | BSG Plasta Sonneberg                            | 19:15       | BSG Motor Hermsdorf                |
| Sa 20.09., 16:00 | TSG Ruhla                                       | 20:25       | BSG Chemie Piesteritz              |
| So 21.09., 10:00 | BSG Ausbau Berlin                               | 35:16       | BSG Armaturen Prenzlau             |
| So 21.09., 11:30 | SC Dynamo Berlin II                             | 27:21       | ASK Vorwärts Frankfurt/O. II       |
| So 21.09., 13:00 | SG Dynamo „Dr. Kurt Fischer“ Berlin             | 20:28       | BSG Chemie Premnitz                |
| 0                | SG Dynamo Mitte/EGS Suhl                        | 29:18       | SG Dynamo „Artur Becker“ Dresden   |

1. ↑  BSG Motor Schiffswerk Roßlau trat nicht an

## 2. Hauptrunde
| Datum            |                               | Ergebnis    |                                                 |
| ---------------- | ----------------------------- | ----------- | ----------------------------------------------- |
| Sa 01.11., 13:00 | BSG Lokomotive Hoyerswerda    | 22:12       | BSG Ausbau Berlin                               |
| Sa 01.11., 16:00 | BSG Chemie Premnitz           | 24:23       | BSG Post Schwerin                               |
| Sa 01.11., 16:00 | TSG Lübbenau                  | 27:28       | SC Dynamo Berlin II                             |
| Sa 01.11., 16:00 | BSG Einheit Heringsdorf       | 13:27       | SC Empor Rostock II                             |
| Sa 01.11., 16:00 | BSG Motor Bernburg            | 30:28       | BSG Lokomotive RAW Cottbus                      |
| Sa 01.11., 16:00 | SG Dynamo/Motor Staßfurt      | 27:23       | SG Dynamo Halle-Neustadt II                     |
| Sa 01.11., 16:00 | BSG ZAB Dessau                | 24:21       | BSG SVKE Britz                                  |
| Sa 01.11., 16:00 | BSG Motor Hennigsdorf         | 24:23 n. V. | BSG Grubenlampe Zwickau                         |
| Sa 01.11., 16:00 | SG Dynamo Mitte/EGS Suhl      | 23:28       | SG Stahl Brandenburg/Kirchmöser                 |
| Sa 01.11., 16:00 | BSG Post Schwerin II          | 25:30       | SG Dynamo Halle-Neustadt                        |
| Sa 01.11., 16:00 | BSG Wismut Aue II             | 21:26       | HSG Wissenschaft Freiberg                       |
| Sa 01.11., 16:00 | BSG Chemie Piesteritz         | 31:30 n. V. | BSG Wismut Aue                                  |
| Sa 01.11., 16:00 | BSG Motor Zwönitz             | 18:20       | SC Leipzig II                                   |
| Sa 01.11., 16:00 | BSG Plasta Sonneberg          | 19:18       | BSG Motor Spinnereimaschinenbau Karl-Marx-Stadt |
| Sa 01.11., 16:30 | BSG Motor Gohlis-Nord Leipzig | 15:24       | BSG Motor Eisenach                              |
| Sa 01.11., 17:00 | HSG PH Potsdam                | 18:29       | SG Lok/Motor Süd-Ost Magdeburg                  |

1. ↑  TSG Lübbenau wurde nachträglich zum Sieger erklärt

## 3. Hauptrunde
| Datum            |                                | Ergebnis    |                                 |
| ---------------- | ------------------------------ | ----------- | ------------------------------- |
| Sa 13.12., 16:00 | BSG Chemie Premnitz            | 18:16       | BSG Chemie Piesteritz           |
| Sa 13.12., 16:00 | SG Dynamo/Motor Staßfurt       | 26:24       | BSG Motor Eisenach              |
| Sa 13.12., 16:00 | SG Lok/Motor Süd-Ost Magdeburg | 30:17       | SC Leipzig II                   |
| Sa 13.12., 16:00 | HSG Wissenschaft Freiberg      | :           | BSG Motor Hennigsdorf           |
| Sa 13.12., 16:00 | BSG Plasta Sonneberg           | 23:31       | SG Dynamo Halle-Neustadt        |
| Sa 13.12., 16:00 | BSG Motor Bernburg             | 25:26       | SG Stahl Brandenburg/Kirchmöser |
| Sa 13.12., 16:30 | SC Empor Rostock II            | 33:32 n. V. | BSG ZAB Dessau                  |
| So 14.12., 11:00 | BSG Lokomotive Hoyerswerda     | 27:20       | TSG Lübbenau                    |

## 4. Hauptrunde
| Datum            |                                | Ergebnis |                                 |
| ---------------- | ------------------------------ | -------- | ------------------------------- |
| Sa 03.01., 14:00 | SG Dynamo/Motor Staßfurt       | 25:23    | HSG Wissenschaft Freiberg       |
| Sa 10.01., 16:00 | BSG Lokomotive Hoyerswerda     | 23:25    | SG Dynamo Halle-Neustadt        |
| Sa 10.01., 16:00 | SG Lok/Motor Süd-Ost Magdeburg | 22:21    | SG Stahl Brandenburg/Kirchmöser |
| Sa 10.01., 16:00 | BSG Chemie Premnitz            | 21:28    | SC Empor Rostock II             |

## 5. Hauptrunde
| Datum            |                                | Ergebnis |                          |
| ---------------- | ------------------------------ | -------- | ------------------------ |
| Sa 07.03., 16:00 | SC Empor Rostock II            | 24:30    | SG Dynamo/Motor Staßfurt |
| Sa 07.03., 16:00 | SG Lok/Motor Süd-Ost Magdeburg | 20:22    | SG Dynamo Halle-Neustadt |

## 6. Hauptrunde
|                          | Gesamt |                          | Hinspiel | Rückspiel |
| ------------------------ | ------ | ------------------------ | -------- | --------- |
| SG Dynamo/Motor Staßfurt | 44:54  | SG Dynamo Halle-Neustadt | 24:22    | 20:32     |

 Qualifikant für das Endrunden-Turnier

## Endrunde
Die Endrunde fand vom 10. bis 14. Juni 1987 in der Rostocker Sport- und Kongresshalle statt.

### Spiele
1. Spieltag:
| Datum            |                           | Ergebnis |                          |
| ---------------- | ------------------------- | -------- | ------------------------ |
| Mi 10.06., 15:30 | SC Magdeburg              | 25:27    | SC Dynamo Berlin         |
| Mi 10.06., 17:00 | SC Empor Rostock          | 30:24    | SG Dynamo Halle-Neustadt |
| Mi 10.06., 18:30 | ASK Vorwärts Frankfurt/O. | 18:23    | SC Leipzig               |

2. Spieltag:
| Datum            |                          | Ergebnis |                           |
| ---------------- | ------------------------ | -------- | ------------------------- |
| Do 11.06., 16:15 | SG Dynamo Halle-Neustadt | 17:23    | SC Leipzig                |
| Do 11.06., 17:30 | SC Magdeburg             | 21:20    | ASK Vorwärts Frankfurt/O. |
| Do 11.06., 18:45 | SC Empor Rostock         | 29:25    | SC Dynamo Berlin          |

3. Spieltag:
| Datum            |                          | Ergebnis |                           |
| ---------------- | ------------------------ | -------- | ------------------------- |
| Fr 12.06., 16:15 | SG Dynamo Halle-Neustadt | 21:23    | SC Magdeburg              |
| Fr 12.06., 17:30 | SC Leipzig               | 21:22    | SC Empor Rostock          |
| Fr 12.06., 18:45 | SC Dynamo Berlin         | 19:19    | ASK Vorwärts Frankfurt/O. |

4. Spieltag:
| Datum            |                           | Ergebnis |                          |
| ---------------- | ------------------------- | -------- | ------------------------ |
| Sa 13.06., 14:30 | ASK Vorwärts Frankfurt/O. | 25:21    | SG Dynamo Halle-Neustadt |
| Sa 13.06., 15:45 | SC Leipzig                | 20:16    | SC Dynamo Berlin         |
| Sa 13.06., 17:00 | SC Magdeburg              | 25:26    | SC Empor Rostock         |

5. Spieltag:
| Datum            |                  | Ergebnis |                           |
| ---------------- | ---------------- | -------- | ------------------------- |
| So 14.06., 09:30 | SC Dynamo Berlin | 26:17    | SG Dynamo Halle-Neustadt  |
| So 14.06., 10:45 | SC Leipzig       | 17:11    | SC Magdeburg              |
| So 14.06., 12:00 | SC Empor Rostock | 29:24    | ASK Vorwärts Frankfurt/O. |

### Abschlusstabelle
| Pl. | Mannschaft                | Sp. | S | U | N | Tore    | Diff. | Punkte |
| --- | ------------------------- | --- | - | - | - | ------- | ----- | ------ |
| 1.  | SC Empor Rostock          | 5   | 5 | 0 | 0 | 136:119 | +17   | 10:0   |
| 2.  | SC Leipzig                | 5   | 4 | 0 | 1 | 104:840 | +20   | 08:20  |
| 3.  | SC Dynamo Berlin          | 5   | 2 | 1 | 2 | 113:110 | +3    | 05:50  |
| 4.  | SC Magdeburg              | 5   | 2 | 0 | 3 | 105:111 | −6    | 04:60  |
| 5.  | ASK Vorwärts Frankfurt/O. | 5   | 1 | 1 | 3 | 106:113 | −7    | 03:70  |
| 6.  | SG Dynamo Halle-Neustadt  | 5   | 0 | 0 | 5 | 100:127 | −27   | 0:10   |

### FDGB-Pokalsieger
| 1.                        | SC Empor Rostock |
| ------------------------- | --- |
| Logo vom SC Empor Rostock | - Tor: Jürgen Rohde, Andreas Rohde - Feldspieler: Michael Wegner (8/–), Rüdiger Borchardt (34/13), Frank-Michael Wahl (38/7) , Holger Langhoff (6/–), Ralf Hoffmann (2/–), Matthias Hahn (8/–), Tilo Strauch (12/–), Holger Schneider (7/–), Udo Dreyer (7/–), Stephan Garbe (7/–), Heiko Ganschow (5/–), Frank Seydel (1/–) – (Tore/7 m) - Trainer: Reiner Ganschow |

### Torschützenliste
Torschützenkönig des Endturniers wurde Olaf Pleitz vom ASK Vorwärts Frankfurt/O. mit 44 Toren.
|     | Spieler            | Mannschaft                | Tore / 7m |
| --- | ------------------ | ------------------------- | --------- |
| 01. | Olaf Pleitz        | ASK Vorwärts Frankfurt/O. | 44 / 24   |
| 02. | Frank-Michael Wahl | SC Empor Rostock          | 38 / 07   |
| 03. | Rüdiger Borchardt  | SC Empor Rostock          | 34 / 14   |
| 04. | Andreas Wigrim     | SC Dynamo Berlin          | 27 / 10   |
| 05. | Ralf Krüger        | SG Dynamo Halle-Neustadt  | 25 / 21   |
| 06. | Detlef Baganz      | SC Dynamo Berlin          | 23 / 0–   |
| 06. | Bernhard Krenz     | SC Leipzig                | 23 / 01   |
| 08. | Peter Pysall       | SC Magdeburg              | 22 / 08   |